# Ariptyelus
Ariptyelus is een geslacht van halfvleugeligen uit de familie Aphrophoridae. De wetenschappelijke naam van dit geslacht is voor het eerst geldig gepubliceerd in 1940 door Matsumura.

## Soorten
Het geslacht Ariptyelus omvat de volgende soorten:
- Ariptyelus auropilosus (Matsumura, 1907)
- Ariptyelus kikuchii Matsumura, 1942
- Ariptyelus shokanus Matsumura, 1942